# Денис Майданов
Денис Василиевич Майданов (роден на 17 февруари 1976 г. в Балаково, Саратовска област, РСФСР, СССР) е руски певец, автор на песни, композитор, поет, актьор и музикален продуцент. Заслужил артист на Руската федерация (2017 г.), политически и обществен деец.
Депутат в Държавната дума от Одинцовския едномандатен избирателен район № 122, член на „Единна Русия“. От 12 октомври 2021 г. – първи заместник-председател на комисията по култура на Държавната дума.
Многократен носител на музикалните награди „Златен грамофон“, „Песен на годината“, „Шансон на годината“, както и на редица други.
Заради подкрепата си за руската агресия по време на руско-украинската война е подложен на санкции от страни от Европейския съюз, Обединеното кралство, Съединените щати и други държави.